# Kames Castle

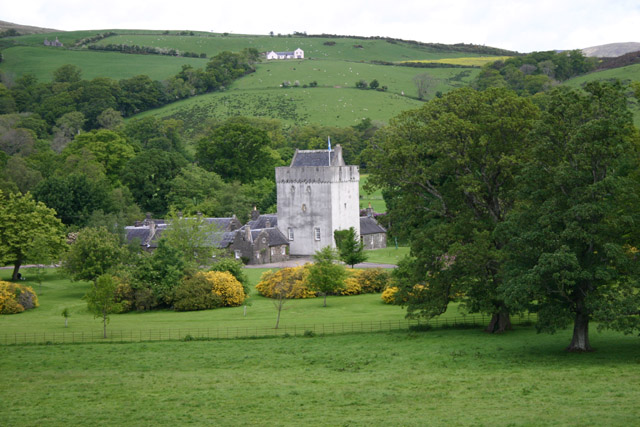
Kames Castle

Kames Castle ist ein mit Zinnen versehenes Landhaus auf der Isle of Bute in der heute zur schottischen Council Area Argyll and Bute gehörenden Grafschaft Buteshire.
Das Haus an der Kames Bay bei Port Bannatyne besteht aus einem Turm aus dem 14. Jahrhundert, an den im 18. Jahrhundert ein Wohnhaus angebaut wurde. Um das Landhaus sind 8 Hektar Gärten angelegt, darunter ein 0,8 Hektar großer, eingefriedeter Garten aus dem 18. Jahrhundert.
Ursprünglich war Kames Castle der Familiensitz der Bannatynes und gilt als eines der ältesten, durchgehend bewohnten Häuser in Schottland.
Kames Castle ist als Denkmal der Kategorie B geschützt. Ebenso sind die Lodge an seiner Hauptzufahrt und seine Gärten separat als Kategorie-B-Denkmäler eingestuft. Die Gärtner-Lodge ist hingegen ein Denkmal der Kategorie C.

## Besitzer
Sir William McLeod Bannatyne (1743–1833) war ein ausgezeichneter Rechtsanwalt und Richter in Edinburgh. 1812 verlor er sein Vermögen und war gezwungen, Kames zu verkaufen. In diesem Jahr kaufte James Hamilton das Landhaus. Auf Kames Castle wurde der Literaturkritiker und Essayist John Sterling geboren und verlebte dort die ersten Jahre seiner Jugend. Thomas Carlyle beschreibt das Landhaus ist seiner Sterling-Biografie als „eine Art heruntergekommene Baronsresidenz, an die damals ein kleiner Bauernhof angebaut war“. In der zweiten Hälfte des 20. Jahrhunderts war Kames Castle ein Kinderheim der örtlichen Behörden. Heute ist das Landhaus in privater Hand. Eine Reihe von Bauernhäusern in der Gegend werden als Feriendomizile vermietet.